# Thymus guberlinensis
Thymus guberlinensis — вид рослин родини глухокропивових (Lamiaceae).

## Опис
Багаторічний напівчагарничок. Листорозміщення супротивне. Листки черешкові, прості; край гладкий. Суцвіття — щільні голови. Віночок блідо-пурпурного кольору.

## Поширення
Росія (східноєвропейська, південноєвропейська та Західний Сибір) та Казахстан (Арало-Каспійська низовина).